# Margarita Belén
Margarita Belén è una località dell'Argentina, situata nella provincia del Chaco. È il capoluogo del dipartimento di Primero de Mayo